# Quando gli angeli cantano
Quando gli angeli cantano è la registrazione di un concerto svoltosi il 24 ottobre 2010 a Villa Potenza (MC) in cui la band rock italiana dei Gang e altri gruppi a loro vicini hanno ricordato Paolo Mozzicafreddo ex batterista della band, morto nel 2006, suonando brani dei Gang. I ricavati del Cd sono devoluti per la costruzione di pozzi in Africa in ricordo di Paolo.

## Tracce
1. Gang – Quando gli angeli Cantano
2. Hombre all'ombra – Chicco Il Dinosauro
3. Falce e vinello – Socialdemocrazia
4. Barricada – Il Bandito Trovarelli
5. Marco Sonaglia – Paz
6. Ugo Capezzali – Il faro
7. Elymania – Il Tempo in cui ci si innamora
8. Guacamaya – Fermiamoli
9. Mez – Waiting For The Rain
10. Daniele Biacchessi e Gang– Io So di PierPaolo Pasolini
11. Malavida – Oltre
12. La Macina – A Maria
13. Ned Ludd – Rumble Beat
14. Ned City Ramblers – Kowalsky
15. Gang– Duecento giorni a Palermo
16. Gang e i suoi fratelli – Bella ciao (tradizionale)
17. Gang e i suoi fratelli – I fought the law